# Lê Dinh
Lê Dinh (tên đầy đủ: Lê Văn Dinh; 8 tháng 9 năm 1934 - 9 tháng 11 năm 2020) là nhạc sĩ hoạt động từ giữa thập niên 1950 đến năm 1975 tại Việt Nam Cộng hòa và tiếp tục sau này tại hải ngoại. Ông từng là một trong 3 thành viên của nhóm Lê Minh Bằng.

## Tiểu sử
Lê Dinh sinh tại làng Vĩnh Hựu, tỉnh Gò Công (nay là tỉnh Tiền Giang).
- 1948-1953: Học trung học tại Collège Le Myre de Vilers (Mỹ Tho), học hàm thụ lớp hòa âm và sáng tác của École Universelle de Paris.
- 1953-1955: Học trường Cao đẳng Vô Tuyến Điện Saigon (École Supérieure de Radioélectricité de Saigon).
- 1955-1957: Dạy học (Pháp văn và âm nhạc) ở Gò Công và ở Chợ Lớn.
- 1957-1975: Làm việc tại Đài Vô tuyến Việt Nam. Chức vụ: Chủ sự Phòng Sản Xuất rồi Chủ sự Phòng Điều Hợp.
- Tháng 8/1978: Vượt biên đến Đài Loan.
- Tháng 10/1978: Định cư ở Montréal, Canada cho đến nay.
- 1979-1999: Làm việc cho hãng tàu chở hàng quốc tế Federal Navigation (FEDNAV) tại Montréal (hãng tàu đã cứu vớt 40 người trên chiếc ghe tỵ nạn - trong đó có gia đình Lê Dinh - trên biển Đông năm 1978).
- Từ 1994: chủ trương tờ báo Nguyệt san Nghệ thuật.
- 2003: trung tâm Thúy Nga thực hiện chương trình Paris By Night 70 - Thu Ca vinh danh ông, cùng với hai nhạc sĩ Phạm Mạnh Cương và Trường Sa.
- 2006: trung tâm Asia thực hiện chương trình Asia 52 - Huyền Thoại Lê Minh Bằng vinh danh ông, cùng với hai nhạc sĩ Anh Bằng và Minh Kỳ.

Ông có 1 vợ, 3 con. Ông qua đời vào lúc 4 giờ sáng ngày 9 tháng 11 năm 2020 tại thành phố Longueuil, Québec, Canada, hưởng thọ 86 tuổi.

## Sáng tác
Danh sách này không tính những bài hát ký tên chung trong nhóm Lê Minh Bằng để tránh nhầm lẫn.
Bài Tango cho em (sau này gọi Bài tango cho riêng em) của Lê Dinh bị nhầm là của Hoàng Nguyên.

### 1956-1975
- Làng anh làng em (1956)[2]
- Đám Cưới Nhà Binh
- Đêm trăng ngày mùa (1957)[3]
- Duyên ban đầu (1957)[4]
- Làng quê yêu mến (1957)
- Lời em bé mồ côi (1957)
- Mẹ ơi con sẽ về (1957)
- Quê tôi (1957)
- Tiếng hát yêu đời (1957)
- Trăng đẹp ngày mùa (1957)
- Họp lửa rừng đêm (1958)
- Ngày ấy quen nhau (1959)
- Chiều thương (1959)
- Đàn với tôi (1959)
- Có nhớ không anh (1960)
- Hai lá thư (1960)
- Hôm nào anh đi (1960)
- Mai sau (1960)
- Tâm sự chiều thu (1960)
- Tháng mấy anh về (1960)
- Thương đời hoa (1960)
- Thương về xứ Thượng (1960)
- Tình quê lưu luyến (1960)
- Về thăm Mỹ Tho (1960)
- Cánh thiệp hồng (1961)
- Mộng ngày mai (1961)
- Mùa hoa thương nhớ (1961)
- Mưa chiều cao nguyên (1961)
- Nói đi anh (1961)
- Phố vắng đêm mưa (1961)[5]
- Tấm ảnh ngày xưa (1961)
- Tâm tư mấy hàng (1961)
- Ga chiều[6](1962)
- Thương về biên cương (1962)
- Hãy về với nhau (1963)[7]
- Trắng đêm đợi chờ (1963)[7]
- Buồn không em (1964) [8]
- Chiều lên bản Thượng (1964)
- Đêm kỷ niệm (1964)[9]
- Giã từ người thương (1964)
- Mưa chiều thứ bảy (1964) [8]
- Mưa lạnh trên đèo (1964)
- Tình yêu trả lại trăng sao (1964)
- Xác pháo nhà ai (1964)
- Kỷ niệm chúng mình (1965) [5]
- Hoa đào năm trước (1965) [5]
- Mình viết cho nhau (1965)
- Ngang trái (1965)
- Xuân đến rồi anh biết hay không (1965)
- Những đêm không ngủ (1967)
- Chỉ là huyền thoại (1970)
- Lạy trời cho tôi quên (1971)
- Lời người ngoại đạo (1971)
- Như buổi ban đầu (1971)
- Như trong lòng mộ (1971)
- Hà Tiên (1972)
- Nếu mai này (1972) [10]
- Tâm sự ngày chủ nhật (1973)
- Tango cho em (1974)[11]
- Cho anh hỏi (1974)
- Nỗi buồn Châu Pha (1974)[12]
- Yêu người không yêu ta (1974)[12]
- Anh biết không
- Cung đàn chiều

### Sáng tác chung vớiMinh Kỳ
- Anh đi từ độ ấy (1960)
- Ba người bạn (1961)
- 13 tuổi lính (1966)
- Cánh thiệp đầu xuân (1962)
- Cánh thư ướp hoa rừng (1966)
- Chiều thu sơn cước (1961)
- Có khi nào anh nhớ đến em (1963)
- Còn đâu nữa (1960)
- Đọc thư em (1961)
- Đường chiều sơn cước (1961)
- Đường về khuya (1962)
- Gác nhỏ đêm xuân (1966)
- Hạnh phúc đầu xuân (1963)
- Lá rừng (1962)
- Mùa xuân gửi em (1966)
- Mùa đông xứ Huế (1970)
- Mùa thu giã biệt (1962)
- Người em xứ Thượng (1960)
- Sao rừng (1962)
- Tiếng hát Mường Luông (1961)
- Tôi đã gặp (1960)

### Sáng tác chung vớiAnh Bằng
- Bóng đêm (1962)
- Buồn len mắt nhỏ (1964)
- Chỉ hai đứa mình thôi nhé (1964)
- Chuyện người yêu (1966)
- Đôi bóng (1963)
- Giấc ngủ cô đơn (1963)
- Hát để tặng anh (1966)
- Khi đã vì yêu
- Khi mình xa nhau (1964)[13]
- Lẻ bóng (1962)
- Nếu ai có hỏi (1966)
- Nếu hai đứa mình (1963)
- Nếu mình thương nhau (1964)
- Mùa thu lá bay (1974)[14]
- Sang mùa (1963)
- Tiếng ca u hoài (1964)

### Hải ngoại
- 10 bài hận ca
- Bài hát của người điên
- Buồn len mắt nhỏ
- Chỉ là phù du (2003)
- Cho người tình cũ
- Chữ tình
- Còn gì mà mong (1990)[15]
- Dòng kỷ niệm
- Huế buồn
- Huế vẫn còn thương
- Lời người viễn xứ (2012)
- Nắng bên này sông
- Nỗi buồn viễn xứ (1982)
- Sao anh không nhớ Gò Công
- Thương về Gò Công
- Tình ca người mất quê hương (phổ thơ Hoàng Ngọc Ẩn, 1982)
- Tìm một ánh sao